# Trochocyathus mediterraneus
Trochocyathus mediterraneus är en korallart som beskrevs av Zibrowius 1980. Trochocyathus mediterraneus ingår i släktet Trochocyathus och familjen Caryophylliidae. Inga underarter finns listade i Catalogue of Life.